# Locomotiva Locomotion
La locomotiva Locomotion è una locomotiva a vapore progettata e costruita nel 1825 da George e Robert Stephenson, ed è ricordata per essere stata la prima locomotiva a vapore adibita al trasporto di linea.

## Storia
Inizialmente identificata con il nome di Active, la locomotiva fu costruita da Robert Stephenson per la trazione dei treni sulla pionieristica linea Stockton-Darlington. Il primo viaggio avvenne 27 settembre 1825; in tale occasione, dopo l'iniziale timore che la caldaia esplodesse, non appena il convoglio si mosse molti spettatori entusiasti si arrampicarono sui rimorchi del treno.
Nel 1828 la locomotiva subì l'esplosione della caldaia, provocando la morte del conducente; successivamente ricostruita, la macchina rimase in servizio fino al 1841; da allora e fino al 1857, venne utilizzata come generatore di vapore stazionario.

## Caratteristiche
Caratterizzata dall'assenza di un vero e proprio posto di guida, i primi macchinisti (fra i quali lo stesso Stephenson) dovevano condurla in una posizione immediatamente a ridosso della caldaia dal calore della quale erano protetti attraverso un apposito pannello.
Il motore a vapore era caratterizzato da due cilindri di 241 x 610 mm ed una pressione in caldaia di 1,76 kg/cm²; la velocità massima era di 6km/ora. La caldaia non era ancora del tipo tubolare, ma aveva la foggia di una sorta di bricco, con al centro un tubo che convogliava i gas caldi.